# Nicht ohne meine Mutter (Fernsehserie)
Nicht ohne meine Mutter (Originaltitel: Room for Two) ist eine US-amerikanische Sitcom, die von 1992 bis 1993 auf ABC ausgestrahlt wurde. Die deutschsprachige Erstausstrahlung war 1994 auf RTL2 (damals schrieb sich der Sender noch nicht mit der römischen Zahl).

## Inhalt
Die Witwe Edie Kurland (Linda Lavin) aus Ohio will neuen Schwung in ihr Leben bringen. Sie beschließt, zu ihrer Tochter Jill (Patricia Heaton) nach New York zu ziehen, wo diese als Produzentin beim örtlichen Frühstücksfernsehen Wake Up, New York arbeitet. Dank ihrer extrovertierten Art bekommt sie zufällig ihre eigene Kolumne im Frühstücksfernsehen. Durch das Zusammenleben mit ihrer Tochter kommt es zwischen den beiden immer wieder zu kleineren Streitigkeiten, doch letztlich bilden die beiden privat und auch beruflich ein gutes Team.

## Besetzung
| Rollenname       | Schauspieler        |
| ---------------- | ------------------- |
| Jill Kurland     | Patricia Heaton     |
| Edie Kurland     | Linda Lavin         |
| Ken Kazurinsky   | Peter Michael Goetz |
| Diahnn Boudreaud | Paula Kelly         |
| Naomi Dylan      | Bess Meyer          |
| Reid Ellis       | Andrew Prine        |
| Matt Draughon    | John Putch          |
| Keith Wyman      | Jeff Yagher         |

## Episodenliste

### 1. Staffel (1992)
| Nr. (ges.) | Nr. (St.) | Deutscher Titel               | Originaltitel             | Erstausstrahlung USA | Deutschsprachige Erstausstrahlung (D) |
| ---------- | --------- | ----------------------------- | ------------------------- | -------------------- | ------------------------------------- |
| 1          | 1         | Guten Morgen, New York        | Pilot                     | 24. März 1992        | 8. Sep. 1994                          |
| 2          | 2         | Edie allein zu Haus           | Not Quite… Room For Two   | 31. März 1992        | 9. Sep. 1994                          |
| 3          | 3         | Du Plappermaul!               | Whose Mouth Is It Anyway? | 7. Apr. 1992         | 12. Sep. 1994                         |
| 4          | 4         | Guter Rat ist teuer           | Help                      | 14. Apr. 1992        | 16. Sep. 1994                         |
| 5          | 5         | Privatangelegenheiten         | Private Parts             | 15. Apr. 1992        | 23. Sep. 1994                         |
| 6          | 6         | Psycho                        | Psyched!                  | 22. Apr. 1992        | 19. Sep. 1994                         |
| 7          | 7         | Gewinner und andere Verlierer | Winners And Other Losers  | 29. Apr. 1992        | 22. Sep. 1994                         |
| 8          | 8         | Eine Couch mit Aussicht       | A Couch With A View       | 3. Sep. 1992         | 15. Sep. 1994                         |
| 9          | 9         | Lügen haben kurze Beine       | Little White Lies         | 10. Sep. 1992        | 14. Sep. 1994                         |
| 10         | 10        | Verschwiegen wie ein Grab     | Look Ma, Four Hands       | unaired              | 13. Sep. 1994                         |
| 11         | 11        | Das liebe, liebe Geld         | A Home, A Loan            | unaired              | 20. Sep. 1994                         |

### 2. Staffel (1992–1993)
| Nr. (ges.) | Nr. (St.) | Deutscher Titel                              | Originaltitel                          | Erstausstrahlung USA | Deutschsprachige Erstausstrahlung (D) |
| ---------- | --------- | -------------------------------------------- | -------------------------------------- | -------------------- | ------------------------------------- |
| 12         | 1         | Ein paar Paare                               | A Couple Of Couples                    | 17. Sep. 1992        | 26. Sep. 1994                         |
| 13         | 2         | Mein linker Fuß                              | My Right Foot                          | 24. Sep. 1992        | 27. Sep. 1994                         |
| 14         | 3         | Auf gute Nachbarschaft                       | If It’s Saturday, It Must Be Meat Loaf | 1. Okt. 1992         | 28. Sep. 1994                         |
| 15         | 4         | Außer Rand und Band                          | A Night With The Jetsons               | 8. Okt. 1992         | 30. Sep. 1994                         |
| 16         | 5         | Aufgewärmte Erinnerungen                     | Ken, We Hardly Knew Ye… Much           | 15. Okt. 1992        | 29. Sep. 1994                         |
| 17         | 6         | Und ’ne Pause für die Menopause              | And Now, A Pause For Menopause         | 29. Okt. 1992        | 6. Okt. 1994                          |
| 18         | 7         | Heiße Trauerparty                            | The Night Of The Living Lou            | 12. Nov. 1992        | 4. Okt. 1994                          |
| 19         | 8         | Auf den Hund gekommen                        | Dog Day Afternoons                     | 26. Nov. 1992        | 21. Sep. 1994                         |
| 20         | 9         | Gleiches Geld für alle                       | All Men Are Created Equal, Bummer      | 3. Dez. 1992         | 5. Okt. 1994                          |
| 21         | 10        | Das schwarze Schaf                           | All Edie’s Children                    | 17. Dez. 1992        | 7. Okt. 1994                          |
| 22         | 11        | Was Sie schon immer über Sex wissen wollten… | Sex, Rugs And Rock ’n’ Roll            | 8. Juni 1993         | 10. Okt. 1994                         |
| 23         | 12        | Jill will von Bord                           | To Book Or Not To Book                 | 15. Juni 1993        | 11. Okt. 1994                         |
| 24         | 13        | Und das Leben geht weiter                    | Moving On                              | 22. Juni 1993        | 12. Okt. 1994                         |
| 25         | 14        | Hand aufs Herz                               | Big Noise From Mendota                 | 29. Juni 1993        | 13. Okt. 1994                         |
| 26         | 15        | „M“ steht für vieles                         | “M” Is For The Many Things             | 6. Juli 1993         | 14. Okt. 1994                         |